# 천정희 (수학자)
천정희(千丁熙, 1969년 6월 11일~)는 대한민국의 수학자로, 서울대학교 수리과학부 교수이며 서울대학교 산업수학센터 센터장과 (주)크립토랩 대표이사를 역임하고 있다. 천정희 교수는 계산수론과 암호학, 그리고 정보 이론을 연구하며 HEaaN을 발명하였다.

## 생애
대한민국에서 태어난 천정희 교수는 한국과학기술원에서 수학 학사(1991)와 석사(1993), 그리고 박사(1997) 학위를 취득하였다.
서울대학교 수리과학부 교수로 임용되기 전 그는 한국전자통신연구원에서 선임연구원(1997-2000)과 브라운 대학교에서 방문연구원(2000), 그리고 한국정보통신대학교에서 조교수(2000-2003) 직책을 역임하였다.
천정희 교수는 군(群) 기반 암호화 스킴인 꼬임군 암호화의 발명자 중 한 명이며 이전 업적 중에서는 강한 디피-헬만 문제(strong DH problem)에 대한 효율적인 알고리즘에 대한 연구로 잘 알려져 있었다.
천정희 교수는 동형암호와 기계학습, 제어시스템, 그리고 유전정보 계산에서의 그 응용에 대한 연구를 이어가고 있다.

## 상훈
- 2023: 세계암호학회(IACR) 석학회원 임명[4][5][6][7]
- 2022: 녹조근정훈장[8]
- 2022: 한국과학기술한림원 정회원 선출[9]
- 2021: PKC Test-of-Time award[10]
- 2019: 포스코청암상 과학상[11][12]
- 2018: 이달의 과학기술인상[13]
- 2015: Eurocrypt 최우수논문상[14]
- 2008: Asiacrypt 최우수논문상[15]

## 학술기여
천정희 교수는 다음의 여러 학술대회에서 의장과 공동의장을 역임하였다: ICISC 2008, MathCrypt 2013, ANTS-XI, Asiacrypt 2015, MathCrypt 2018/2019/2021, PQC2021/2022. 그는 Asiacrypt 2020에서 초청받았던 두 명의 연사 중 한 명이었으며 암호학 학술지 Journal of Cryptology의 편집자를 역임하고 있다.